# 区バス (新潟市)

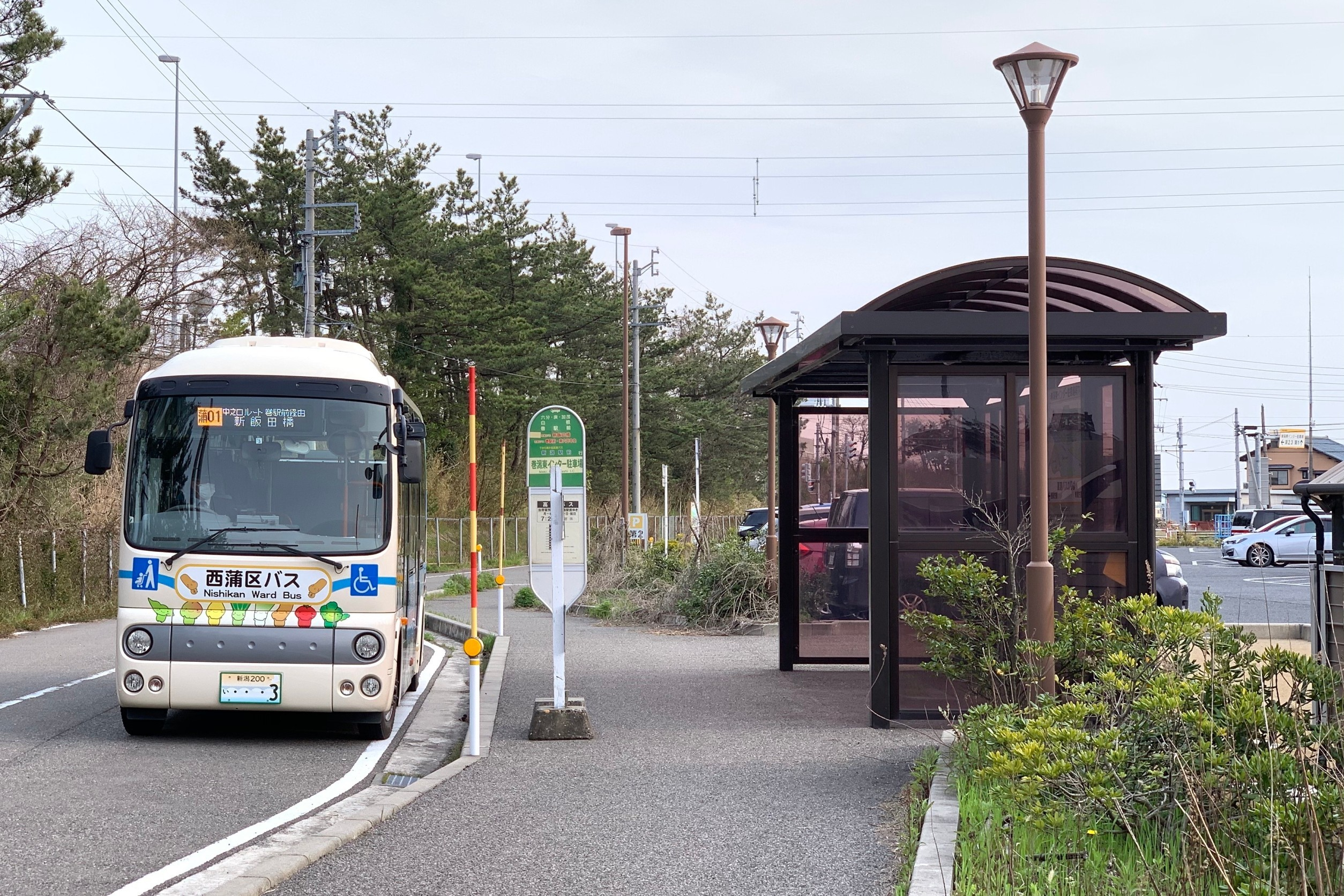
「巻潟東インター駐車場」バス停に停車する西蒲区区バス（2020年4月）

区バス（くバス）は、新潟県新潟市が政令指定都市移行前後から各行政区内で運行しているコミュニティバスである。
なお本項では、新潟市の各区内で運行される「区バス」以外のコミュニティバス（「住民バス」などと称される）についても触れる。
新潟市中心部で運行される観光循環バスについては、新潟市の交通#観光循環バスを参照。

## 概要

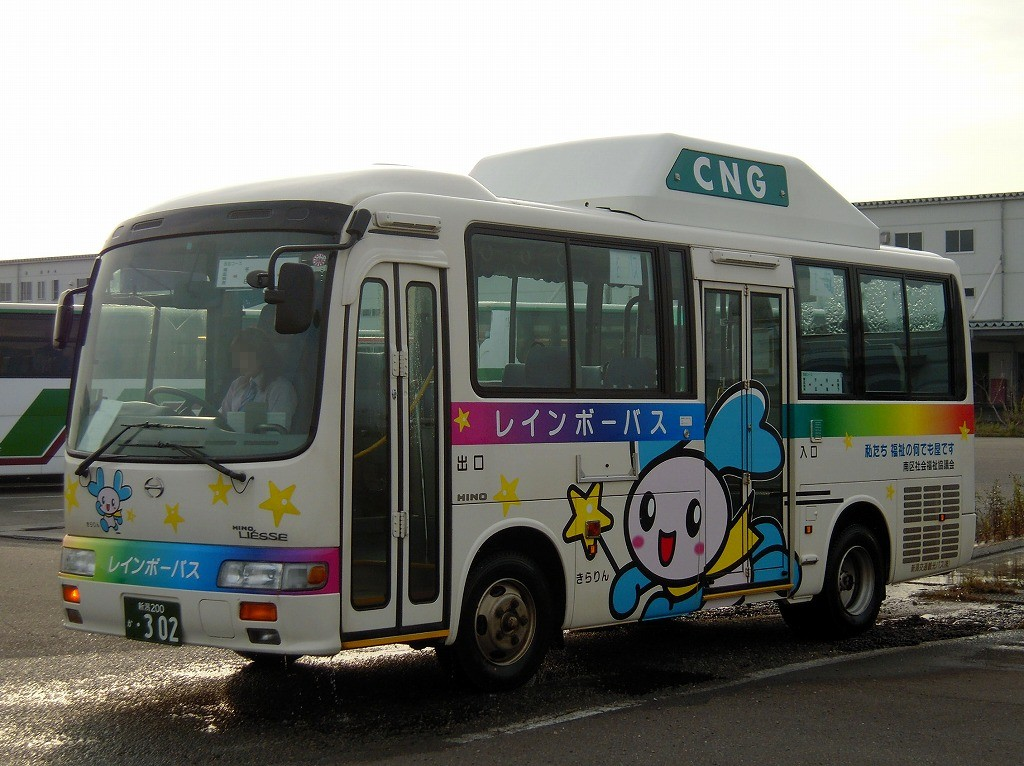
白根市循環バスで採用されたCNG車
（レインボーバス塗装へ変更後）

2007年（平成19年）4月1日、新潟市は周辺13市町村を編入して政令指定都市へ移行し、行政区が設置された。
これに伴い、同年春から中央区を除く市内7区でコミュニティバス「区バス」の運行が開始された。いずれも市が事業主体となって各行政区が運営業務にあたり、新潟交通グループなど市内の民間バス事業者へ運行を委託している。
新潟市との合併に先立ち、白根市（現：新潟市南区白根地区）では市内の一般路線バス廃止に伴い、その廃止代替として、2004年（平成16年）12月中旬から市が運行主体となり「白根市循環バス」の運行を開始し、新潟交通西（現：新潟交通観光バス）へ運行を委託していた。この「白根市循環バス」は合併後に「白根地区循環バス」として新潟市へ引き継がれ、南区区バス（レインボーバス）の前身となった。
新潟市と合併した他の市町村でも、2007年の合併に前後して、現在の北区、東区、秋葉区、西区、西蒲区において、コミュニティバスの運行が相次いで開始された。江南区では2007年度に社会実験を2度実施した後、2008年から正式運行へ移行した。
もともと新潟交通グループの一般路線バスの運行が充実している市内中心部の中央区では区バスの運行予定はないものの、中央区内には東区、江南区、西区の区バスが乗り入れている。
また中央区では、区バス以外のコミュニティバスとして「住民バス」が運行されており、2007年より住民バス「にこにこ号」として1路線が運行されている。

## 各区の区バス

### 北区区バス
| 豊栄駅北口に停車する北区区バス（手前）、おらってのバス（奥）。2019年5月撮影。 |  | 区バス「北区役所前」停留所。2020年4月撮影。 |
| 豊栄駅北口に停車する北区区バス（手前）、おらってのバス（奥）。2019年5月撮影。 |  | 区バス「北区役所前」停留所。2020年4月撮影。 |

政令市移行前の2007年（平成19年）3月20日からは、市が事業主体となり新潟交通が運行を受託するコミュニティバス「区バス」が運行されている。
北区内を南北に縦貫するバス路線がなかったことから、白新線の主要駅と区北部の松浜・南浜地区を結ぶ2路線と、豊栄駅からの公共交通がなかった福島潟への路線（後に廃止）の計3路線が開設された。このうち太郎代浜ルートと陽光ニュータウンルートの2路線は、かつて新潟交通が運行し不採算で廃線となった路線を再編したものである（葛塚他門 - 豊栄駅前 - 内島見 - 島見町 - 太郎代浜、万代シテイバスセンター - 大形本町 - 新崎 - 松浜 - 下山営業所線）。
運行受託事業者
- 東港タクシー株式会社（2022年6月時点）[3]

現行路線
- 太郎代浜ルート： 北区役所・文化会館前 - 豊栄駅（南口・北口） - 内島見 - 島見町 - 太郎代浜
  - 土曜・休日運休。
  - 便によって運行経路は異なり、ベイシア前を経由するものや新富町を経由するものもある。
- 冬季臨時便： 南浜中学前 - 島見町 - 太夫浜

廃止路線
- ビュー福島潟ルート：豊栄駅北口 - ビュー福島潟
  - 2007年12月16日廃止。

2007年10月31日に北区役所で開かれた「新潟市地域公共交通会議北区分科会」で、3月の運行開始から9月末日までの北区区バスの運行状況が報告された。それによると同期間の北区区バス3路線の収支率は、市が運行継続の目安としている30%を大きく下回る7.2%にとどまった。特にこのうちビュー福島潟ルートは一日平均の利用者が1人にも満たず、収支率は2.6%と伸び悩んだ。この他、太郎代浜ルートは一日平均の利用者が20人前後で、収支率は9.7%。陽光ニュータウンルートが運行されている松浜地域・南浜地域西部は、元々新潟市中心部への路線バスが頻繁に運行されていることもあって一日平均の利用者は15人前後、収支率は6.3%であった。
ビュー福島潟ルートは、2006年（平成18年）9月に運賃無料で実施した試験運行で1日平均22人の利用者があったことから正式路線化されたものだが、元々ビュー福島潟への来場者はマイカー利用が多く、公共交通利用者はごく少なかった。北区役所前バス停での乗降客もほとんどなく、運行日を土曜・休日に限定しても前述の理由で利用者の増加が見込めないことから、同ルートを12月中旬を目途に廃止することが内定。その後市の地域公共交通会議で承認され、12月15日の運行を最後に廃止することが決定した。なお、市内7行政区で運行されている区バスで廃止路線が生じたのはこれが初のケースである。

### 東区区バス

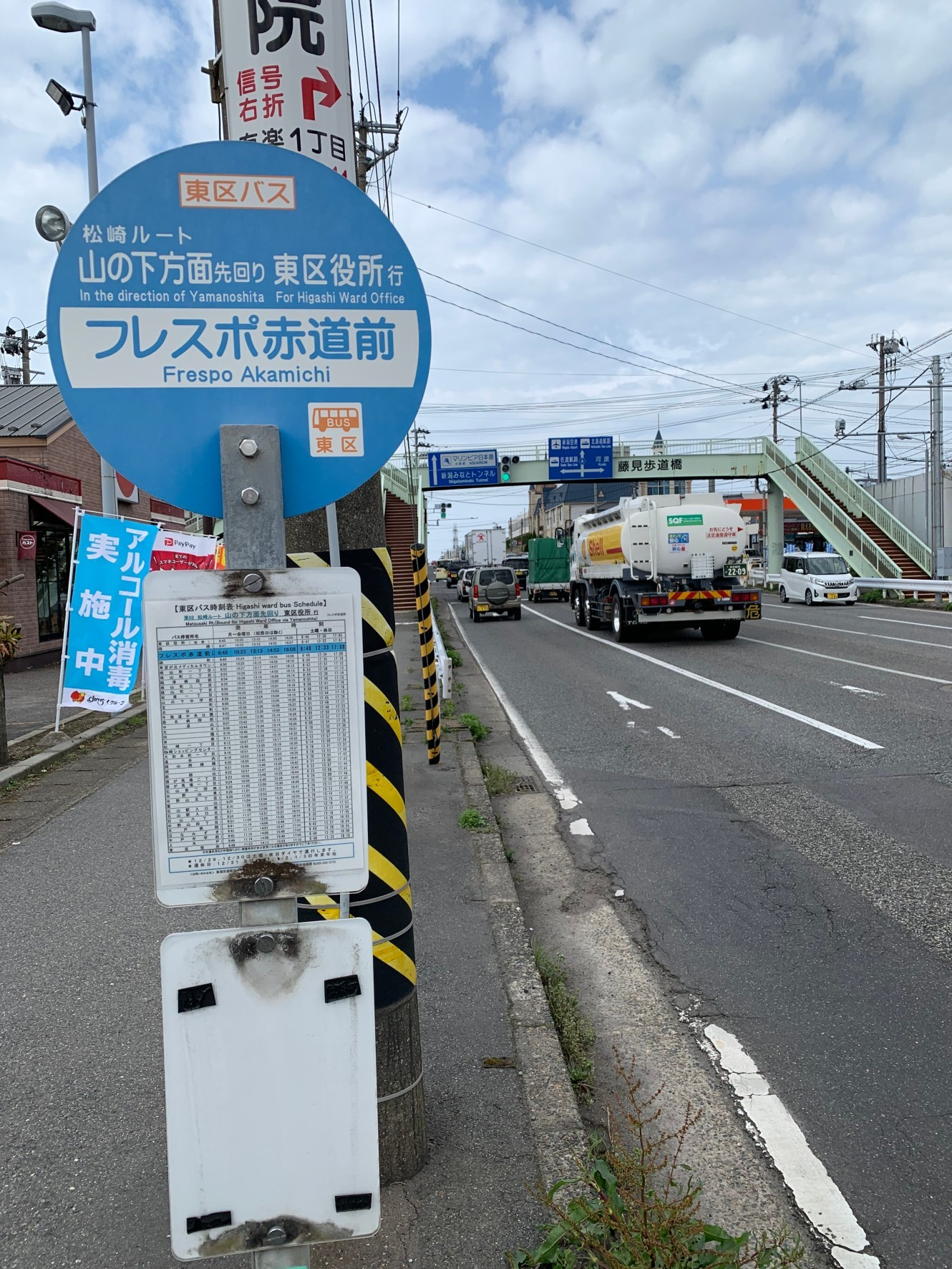
東区区バスのバス停（2020年4月）

東区内では政令市移行後の2007年4月2日から、区役所と石山出張所を結ぶ「紫竹ルート」「中野山ルート」の2ルートで「区バス」の運行を開始した。
新潟交通の路線バスは市内中心部から郊外に向けて放射状の路線網を構築しており、区内東西間の公共交通による移動は比較的容易なものの、区内を南北に縦貫する路線は皆無であり、区役所のある区北部の山の下地区と、住宅密集地である区南部の石山地区との間を連絡する公共交通がなかったことから、区役所への交通手段を確保するため設けられたものである。運行は毎日だが土休日は便数が減る。運賃は全区間大人210円（子供110円）均一。
しかし2007年度の運行実績（4～12月）においては、1便あたりの平均利用者は2人強、利用率も10%前後に低迷し、市が定めた区バス運行継続条件の「30%」を大きく割り込んだ。また利用者からも「市内中心部や駅などの交通拠点から利用しにくい」「運行は昼間時間帯のみで、朝夕の通勤・通学時間帯に利用できない」などといった意見が寄せられた。このため区では2008年4月1日から運行経路を大幅に変更し、「河渡ルート」「松崎ルート」に再編した。また駅南口発着のルートは通勤需要に特化したダイヤを編成し、区役所発を朝2本、駅南口発を夕方2本の計2往復となった。2009年4月1日からは松崎ルートを4往復（うち1往復は区役所～大形本町一）、河渡ルートを3往復に増便を行なった。2010年4月1日より河渡ルートが増便され4往復となった。2011年9月20日にはさらにルートの一部変更・増便を実施している。また2014年7月より2015年3月まで社会実験として土休日も一部便の運行を行い、その後恒常化された。2016年7月末より2019年3月末まで、越後石山駅発着の「紫竹・江南ルート」が、さくら交通への運行委託によりジャンボタクシーにて社会実験として運行された。
2021年（令和3年）10月1日より、高齢者おでかけ促進事業「シニア半わり」として、高齢者の運賃に上限を設ける減免制度を開始した。
運行受託事業者
- 新潟交通観光バス株式会社

現行路線
- 東01「河渡ルート」
  - 山ノ下庁舎 - 北葉町 - 宝町 - 聾学校 - じゅんさい池 - 河渡SC - 中木戸 - 下木戸 - 牡丹山 - 市営住宅前 - 中山 - 馬越 - 笹口 - 新潟駅南口
  - 平日山ノ下方面7本、新潟駅方面5本、土休日4往復

- 東02「松崎ルート」（循環線）
  - 東区役所 - 鴎橋 - 錦町 - 希望が丘 - 桃山町 - 臨港病院（折返し） - 桃山町 - 秋葉一 - 浜谷町 - 牛海道中央公園 - 桑名病院 - 中道山 - 太平 - 有楽 - 松崎 - 大形本町一 - 逢谷内 - 岡山 - 猿ケ馬場 - 中野山五 - 石山駅 - 中野山四 - 竹尾IC前 - 牡丹山 - 東区役所
  - 山ノ下方面先回り平日5本、土休日3本、石山方面先回り平日6本、土休日2本

### 西区区バス

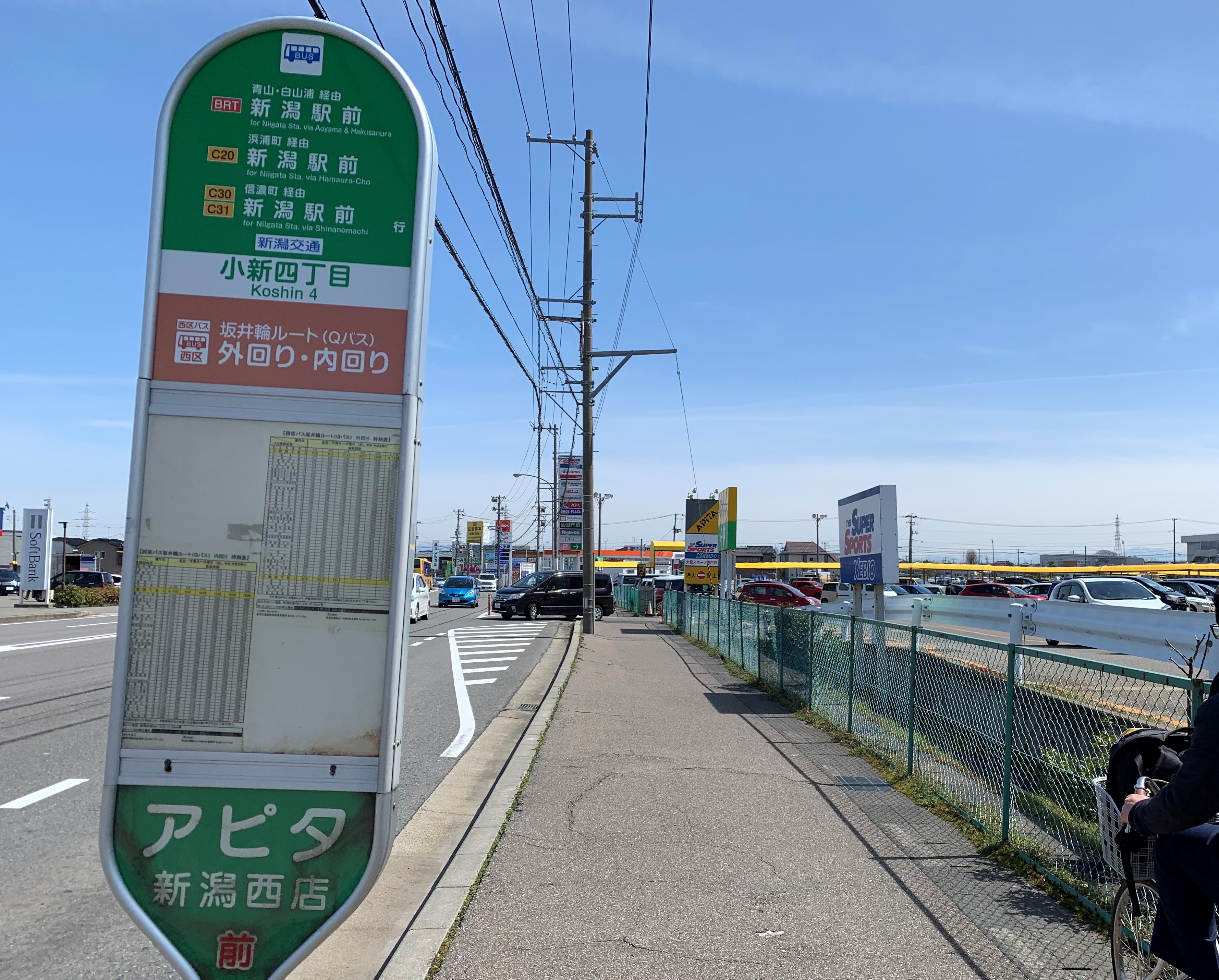
新潟交通・西区区バス「小新四丁目」バス停

西区では、政令市移行後の2007年（平成19年）4月2日から、黒埼と中野小屋の2ルートで「区バス」の運行を開始。新潟交通の路線バスは市内中心部から郊外に向けて放射状の路線網を構築しており、区内東西間の公共交通による移動は比較的容易なものの、区の南北、特に黒埼地区から区役所などがある坂井輪地区中部を結ぶ路線はなく、また中野小屋地区も2005年（平成17年）9月30日に新潟交通の路線が廃止されてからは公共交通が全くない空白域であったことから、この2ルートで運行を開始した。
中野小屋ルートは、新潟交通の既存路線・W42系統（新潟駅前 - 青山 - 大堀 - 信楽園病院線）のうち、5往復を中野小屋経由で赤塚駅前まで延伸する形で、W43系統として運行。運賃は対キロ制（運賃上限：大人600円）とした。
黒埼ルートは新路線として設けられ、運賃は大人200円均一とした。2008年（平成20年）4月1日には、住民意見（アンケート・意見交換会等）を反映した形で運行ルートを変更し改善を図ったが収益は伸びず、2010年3月31日をもって廃止となった。
また、国道402号（産業道路、海岸バイパス）が通る坂井輪地区北部も黒埼地区同様、市内中心部から同地区を経由して内野方面に至るバス路線は充実しているものの、区役所やショッピングセンター各所、流通センターなど区中南部への公共交通はなく、政令市移行後の公共交通手段の確保が課題であった。そこで2005年（平成17年）夏から周辺住民が、コミュニティバスの運行を目指して署名活動や市・新潟交通への陳情などといった活動を行ってきた。その後NPO法人「コミュニティバスを通す会」を結成し、住民や地区周辺の企業・団体から寄付を募るなど活動を継続、当初目標だった政令市移行直後の運行開始は実現しなかったものの、2007年（平成19年）9月から1ヶ月間実施した社会実験を経て、2008年（平成20年）4月1日より「坂井輪コミュニティバス（Qバス）」として本格運行を開始した。2019年3月には区バスへ移行し、車両は専用の大型バスから小型ノンステップバスへと変更された。
運行受託事業者
- 新潟交通観光バス株式会社

現行路線
- 西01「中野小屋ルート」
  - 信楽園病院－文理高校－槇尾－田島－中野小屋－明田－赤塚駅前
    - 土曜・休日は全便運休。

- 西02「坂井輪ルート（Qバス）」
  - 済生会第二病院－小新－工業高校入口－小新大通団地－流通センター－亀貝－西区役所－寺尾駅入口－≪西大通り≫－上道上が丘－清心学園前－≪産業道路≫－聖園病院前－上山－小針十字路－小針駅前（鳥平食堂前）－小新－済生会第二病院（－小新－工業高校入口－小新大通団地）
    - 運賃200円均一。土曜・休日も運行。

廃止路線
- 西区区バス「黒埼ルート」（小針先回り循環／黒埼荘先回り循環）
  - 西区役所前－寺尾駅前通－寺尾－西郵便局前－小針七丁目[注釈 1]－小針六丁目－小針五丁目－こばり病院西－小針四丁目－小新ポンプ場前－小新－済生会第二病院－済生会第二病院前－寺地西団地前－西部営業所－ときめき－山田小学校前－立仏公民館前－焼鮒団地北－焼鮒団地南－黒埼市民会館前－信濃川大橋西詰－大野新田町（国道）[注釈 1]－大野仲町（国道）－鳥原大明－鳥原－北場－緒立温泉前－黒埼荘前－亀貝－坂井輪幼稚園前－西区役所前
    - 土曜・休日は全便運休。

### 秋葉区区バス

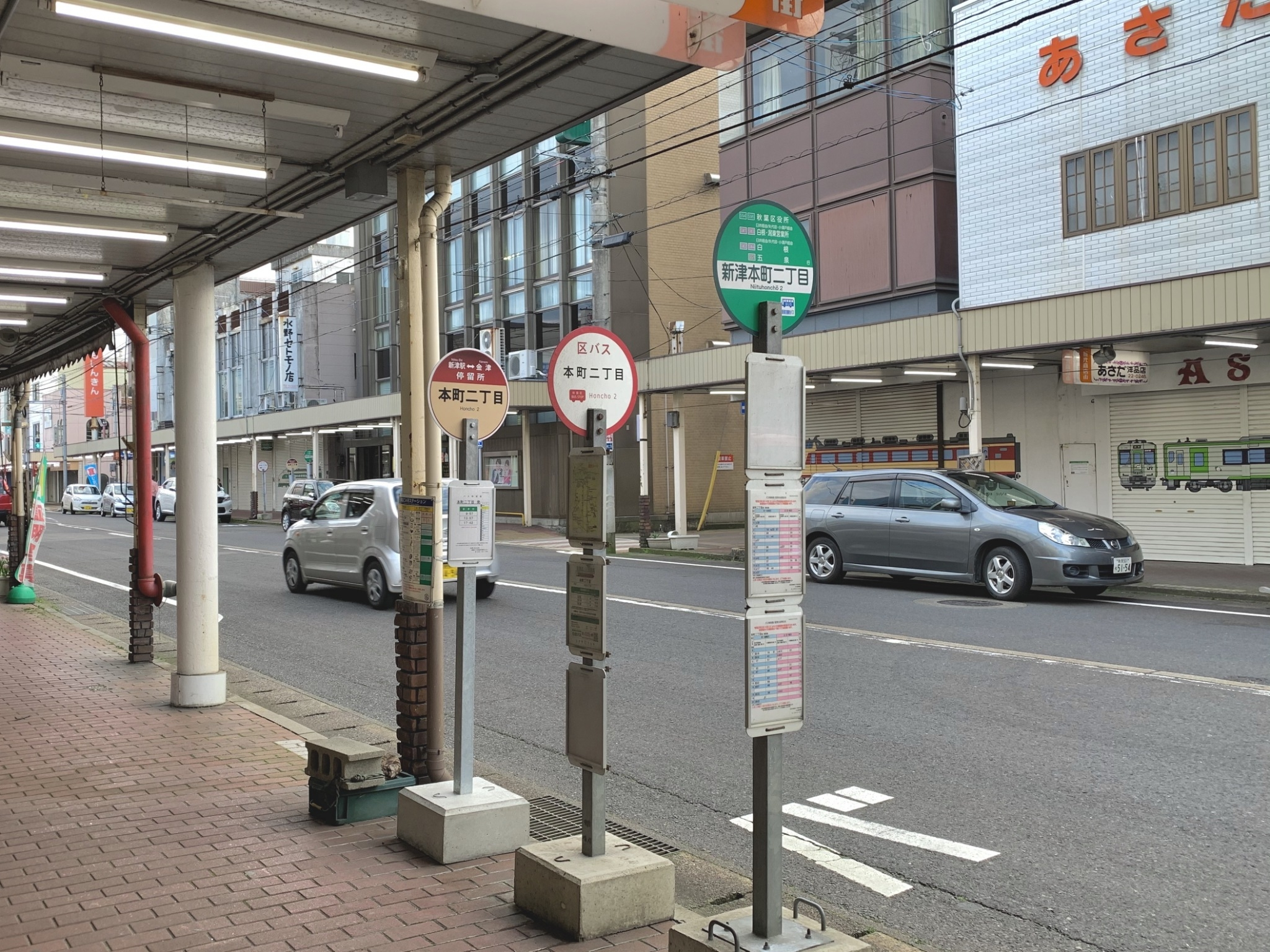
「新津本町二丁目」バス停。右から順に新潟交通観光バス、秋葉区区バス、泉観光バス（2020年3月）

秋葉区では、政令市移行前の2007年（平成19年）1月20日から「区バス」の運行を開始した。市が事業主体、区が運営主体となり、区内の移動需要に対応し、自家用車を持たない区民の交通手段として計画され、2006年（平成18年）の社会実験を経て事業化された。新津駅東口を起点に区役所、新津ショッピングセンター、新潟市新津美術館、矢代田駅、小須戸地区中心部、うららこすど等を経由して、再び区役所、新津駅西口に至る循環路線として運行している。
開設当初は新津駅東口と小須戸地区花とみどりのシンボルゾーン（うららこすど）とを往復する路線だったが、2012年度からは小須戸地区から新津駅西口へ循環運行するルートが延伸された。
新潟交通観光バスの一般路線バス（矢代田線など）と運行区間が一部重複することなどから対キロ制運賃を採用している。2012年度末までは初乗り170円、最大420円（小人半額）に設定されていたが、運賃の上限は2013年度から200円に変更され、運賃は乗車距離により大人初乗り170円（小人90円）、最大200円（小人100円）に設定されている。また、区バス車内や区役所、小須戸出張所などに置かれている「区バス割引券」を降車時、運転士に提示すれば、運賃200円以上の区間も「200円均一」として精算できる割引制度を設けていた。
新潟市は中央区を除く7行政区で区バスの運行事業を実施しているが、年度毎の事業継続の前提条件として目標収支率を「30%」に設定しており、これを下回った場合は住民バスや乗合タクシー、デマンド交通など他手段への転換、或いは事業自体の休廃止を検討するとしている。秋葉区区バスの2007年度の運行実績（4 - 10月）においては、1便あたりの利用者は7.2人、収支率は約26.4%を記録し、以降の年度も1便当たりの利用者は8～9人、収支率も概ね35～40％と、7行政区の中でも江南区などと共に比較的良好な数値を記録している。区役所や新津ショッピングセンターといった生活施設、新津美術館、花の湯館、うららこすどなどといった観光・文化施設を1路線に組み込んだことや、新津美術館などがある「花と遺跡のふるさと公園」の敷地内に直接乗り入れる利便性などが奏功した。その一方で土曜・休日の利用者が伸び悩んでいることから、区ではホームページで観光利用者に向けて月ごとの観光案内を内包した「おすすめ利用プラン」を案内している（下記リンク参照）他、マイカー利用者に対しても利用を呼びかけるなどして利用促進を図っている。
なお、2018年度から2021年度までは区バスに加えて住民バス「山の手ふれあい号」の社会実験も行われていたが、利用が伸びず終了した。
運行受託事業者
- 泉観光バス（2009年度より、本社：五泉市）
  - 運行開始当初は、新潟交通観光バス京ヶ瀬営業所へ運行を委託していた。

現行路線
- 秋葉区区バス「金津・小須戸循環ルート」
  - 新津駅東口－田家－秋葉区役所－新津SC前－朝日・薬科大学入口－古津駅前－美術館・植物園前－金津・石油の里－矢代田駅前－花の湯館前－鎌倉－小須戸出張所－うららこすど－新津医療センター病院前－秋葉区役所－美幸町－新津駅西口

### 西蒲区区バス
西蒲区では、政令市移行前の2007年（平成19年）3月26日から「区バス」の運行を開始した。市及び区が事業主体となり、巻駅を中心に区内各方面に至る路線を運行する。
3月26日に最初に開設された路線は「中之口ルート」で、中之口地区のうち、六分以南の地区は公共交通が脆弱な上に中之口中心部や巻地区への公共交通手段がなかったことから、2006年（平成18年）の社会実験を経て正式に事業化されたものである。巻駅前から巻地区東部の漆山、巻潟東IC、中之口出張所などを経由して中之口地区南部の潟浦新に至る。終点の新飯田橋バス停は、南区白根地区南部の新飯田（にいだ）と中ノ口川を挟んだ西側対岸にある。既存のバス路線と運行経路が重複する事や運行距離、採算性の問題等を鑑みて、市内他区の区バスで導入している全区間均一運賃ではなく、対キロ制運賃を採用している。
なお、区ではその他の交通空白域についても今後区バスの路線を新設する計画を進めており、同年10月25日から2008年（平成20年）1月31日までの3ヶ月間、潟東地区と岩室地区で社会実験を実施。両ルートの試験期間中の運賃は全区間200円均一（小学生100円、幼児無料）に設定されたが、試験運行の結果、正式運行には至らなかった。
2011年からは、かつて新潟交通観光バスが運行していた吉田・間瀬線とほぼ同じルートで、燕市の吉田駅から岩室温泉を経由して間瀬に至る区バスの試験運行を夏季から秋季にかけて実施していた。
運行受託事業者
- 新潟交通観光バス潟東営業所

現行路線
- 西蒲区区バス「中之口ルート」
  - 巻駅前 - 馬堀 - 漆山 - 巻潟東インター駐車場（ - 福島 - 中之口出張所前 - 六分 - 潟浦新 - 新飯田橋）
    - 巻駅 - 巻潟東便、巻駅 - 新飯田橋便合わせて平日7往復。
    - 土曜・休日および12月29日～1月3日の年末年始は全便運休。

試験運行路線
- 西蒲区区バス「潟東ルート」（循環）
  - 潟東営業所 - 井随 - 潟東出張所前 - 五之上 - 横戸 - 遠藤 - 農業大学校前 - 東六区中央 - 巻駅前 - 総合庁舎前 - 漆山企業団地（バイパス） - 巻潟東インター前（インター交差点角・高速バス巻線停留所） - 茨島 - 大原 - 潟東営業所
    - 潟東出張所先回り・インター前先回りを各4本運行していた。
    - 試験運行・2007年10月25日 - 2008年1月31日。正式運行とはならず。

- 西蒲区区バス「岩室ルート」
  - 巻駅前 - 油島 - 西中 - 岩室出張所前 - 和納新田 - 岩室駅前 - 和納 - 北野 - 石瀬 - 岩室公会堂前
    - 平日5往復、土曜・休日4往復を運行していた。
    - 試験運行・2007年10月25日 - 2008年1月31日。正式運行とはならず。

## 区バス以外のコミュニティバス

### 中央区住民バス
- しも町循環バス「にこにこ号」[2]
  - 舟江診療所前 → クロスパル前 → 古町 → 付属学校前 → ワークセンター日和山前 → 四ツ屋町 → 舟江診療所前 → クロスパル前 → 古町
    - 運行ルートは上記の1方向のみ。

中央区は新潟交通のバス路線が比較的充実しているため「区バス」は運行されていないが、路線バスの空白地帯における利便性向上のため、地域住民による団体「新潟島に循環バスを走らせる会」を運行主体とする住民バスとして、しも町循環バス「にこにこ号」を2007年7月より運行している。運行財源は運賃収入や寄付金のほか、新潟市も補助金を支出している。運行費用の7割を上限に市が助成を行っており、新潟交通入船営業所に運行を委託している。
新潟島の北東部、信濃川下流側のいわゆる「下町」（しもまち）には路線バスが数路線運行されているが、この地域は高齢化が進んでいる上、特に海岸寄りの地域は道路が狭隘な上に急勾配があり、また先の路線のバス停からもやや遠く不便なことなどから、地元住民が2003年からバス路線の延伸を市や新潟交通に求めてきた。さらに2005年には「新潟島に循環バスを走らせる会」を組織し、住民アンケートの実施や、市と新潟交通との折衝を行うなど活動を進め、2007年3月に運賃無料で試験運行を実施したところ、1便平均15人の利用があったことから需要が望めるとして、同年7月2日に本格運行を開始した。

### 北区住民バス
- 北区住民バス「おらってのバス」[21]
  - 新崎駅北口 - 西名目所 - 松浜 - 太夫浜
  - 葛塚ルート： 北区役所・文化会館前 - 豊栄駅南口 - ベイシア前 - 豊栄駅北口 - 尾山ニュータウン - 新崎駅北口

はまなす「地域交通」研究会による「おらってのバス事務局」を運行主体とする住民バスで、アイ・ケーアライアンス株式会社へ運行を委託している。車両は日野・ポンチョ（2ドアロングボディ）を使用する。土曜・休日は運休。

### 西区住民バス
- 西区住民バス「コミュニティ佐潟バス」[22]
- 西区住民バス「内野上新町バス」[23]

いずれも区内の新潟交通の一般路線バス廃止に伴い、運行開始された廃止代替バスである。「住民バス」として、地域住民がバス運営委員会を組織し運行している。新潟交通内野営業所へ運行を委託している。
新潟交通は以前、新潟駅前 - 寺尾 - 内野 - 赤塚間と、内野 - （四ッ郷屋） - 赤塚間で路線バスを運行していたが、不採算のため2005年（平成17年）3月限りで廃止することになった。赤塚・四ッ郷屋地区はこれにより交通空白域となる恐れが生じたことから、地元自治会などが住民組織「赤塚・みずき野・四ッ郷屋地区バス運営委員会」を立ち上げ、市からの助成と住民らの出資により、2005年（平成17年）4月1日から「住民バス」として「コミュニティ佐潟バス」の運行を開始した。内野・坂井輪を経由して市内中心部を結ぶ路線バスが頻繁に発着する内野営業所から県道2号を通り、赤塚・四ッ郷屋地区の集落間を経由して越後線の越後赤塚駅の間を結ぶものである。運賃は大人・子供とも100円均一で、土曜・休日は全便運休。

### 江南区住民バス
- 茅野山・早通地区住民バス「カナリア号」
- 横越地区住民バス「横バス」

詳細は当該記事を参照。